# Forum Flaminii
Forum Flaminii grec antic: Φόρον Φλαμίνιον o Ιφόρος Φλαμινίου) va ser una ciutat d'Úmbria, a la via Flamínia, quan comença a entrar als Apenins, a uns 5 km de Fulginium i uns 20 km de Nuceria.
La va fundar el censor Gai Flamini quan construïa la via que porta el seu nom, cap a l'any 220 aC, però no se'n coneixen esdeveniments històrics. Estrabó parla de la seva situació vora la via Flamínia, que feien del Forum Flaminii un lloc important per la gran circulació que hi havia. Plini el Vell i algunes inscripcions demostren que va ser un municipi romà.
El 256 els emperadors Trebonià Gal i Volusià van ser derrotats i morts pel pretendent Emilià en aquesta ciutat.
Des del segle v era la seu d'un bisbe, que va existir fins al segle viii quan la ciutat va ser destruïda pels longobards i els seus habitants es van establir a Fulginium. En parlen l'Itinerari d'Antoní i la Taula de Peutinger. Les seves ruïnes corresponen a un lloc a 3 km de l'actual San Giovanni pro Fiamma (o San Giovanni in Forifiamma).